# 苏萌 (天体物理学家)
苏萌（1984年12月28日—），中国天体物理学家，香港大学物理系副教授，香港大学空间科学实验室执行主任，起源太空创始人兼CEO。

## 生平
2007年毕业于北京大学物理系，获学士学位。2012年毕业于哈佛大学，获天体物理学博士学位，导师为Douglas Finkbeiner。
2014年获高能天体物理学最高奖布鲁诺·罗西奖，是该奖最年轻的获得者。